# Luca Antonio Busati
Luca Antonio Busati (* vermutlich um 1470; † vermutlich um 1518 oder 1539) war ein Maler der italienischen Renaissance.
Er war in der Gegend um Venedig und Ravenna, z. B. in Treviso und in Faenza, tätig. Busati steht dem Stil von Giovanni Battista Cima und Giovanni Bellini nahe. Auch Einflüsse von Lorenzo Lotto und Palma Vecchio sind in seinem Werk zu erkennen.

## Namensschreibung
Busatis Nachname findet sich auch in der Schreibweise Busatti oder Buscati. 

## Meister der Ungläubigkeit
Busati hat einige seiner Werke signiert. Bevor die Kunstgeschichte auch Busatis nicht signiertes Werk ihm namentlich zuordnen konnte, war es unter dem Namen des Meisters der Ungläubigkeit (des Heiligen Thomas) (italienisch: Il maestro veneto dell' Incredulità di San Tommaso) eingeordnet. Dieser Notname bezieht sich auf sein unsigniertes Gemälde des auferstandenen Christus mit dem Heiligen Thomas aus der Kirche San Nicolò in Treviso.

## Werke (Auswahl)
- Der Hl. Markus mit den Heiligen Franziskus und Andreas, 1510. Gallerie dell’Accademia in Venedig (signiert)
- Grablegung, um 1512.  National Gallery,  London  (signiert)
- Heilige Sippe.  Bayerische Staatsgemäldesammlungen, Alte Pinakothek, München, Inventar-Nr. 473
- La incredulità di San Tommaso(Die Ungläubigkeit des Hl. Thomas, Altarbild aus Treviso). Gallerie dell'Accademia, Venedig
- Madonna mit Kind und den Heiligen Katharina, Franziskus und Hieronymus. Pinacoteca Tosio Martinengo, Brescia
- Madonna mit Kind und den Heiligen Petrus, Johannes und Hieronymus. Galleria Giorgio Franchetti alla Ca’ d’Oro, Venedig